# Octobri mense
Die Enzyklika Octobri mense  (Der Monat Oktober)  „über den Marianischen Rosenkranz“ wurde am 22. September 1891 von Papst Leo XIII. veröffentlicht.

## Der Rosenkranzmonat
Wiederum zu einem kommenden Oktober, dem Rosenkranzmonat, preist er das Rosenkranzgebet als ein Gebet der Liebe und als eine Zuflucht vor dem Übel der Welt, welches nach wie vor zu schwierigen Zeitverhältnissen führe. Darum mahnt und ermuntert (exhortiert) er erneut, der Rosenandacht mit Ehrfurcht zu begehen und durch sie die Fürbitten an die Gottesmutter zu richten. Der Papst beklagt die Übel auf dieser Welt, die sich als unberechtigte und gefährliche Kritik gegen die Kirche darstellen. Die vorherrschende Gewalt, die aus göttlicher Sicht nicht geduldet werden könne, müsse ein Ende nehmen.
Alles dieses sei nichts Neues für die Kirche, die sich ständig Anfeindungen und Bedrohungen ausgesetzt sehe, es sei die Verbreitung von „verkehrten Irrtümern“ die in ihm ein großes Betrübnis hervorrufe. Deshalb sei es notwendig, dass die Gläubigen im ständigen Gebet ausharren. Er verweist in dieser Enzyklika auch auf das schon Gesagte in „Supremi apostolatus officio“ vom 1. September 1883 und „Superiore anno“ vom 30. August 1884. Es ist dem Papst wichtig, dass das Rosenkranzgebet und die Andachten nicht nur im eigenen Heim vollzogen werde, sondern öffentlich gezeigt würde.
Die verschiedenen Arten zur Verehrung der Gottesmutter seien bereits zu einer hohen Form verwirklicht und als Vorzug aller Gebete sei der Rosenkranz  zu erwähnen.
Nicht nur der Geist des Betens, sondern auch die Bußfertigkeit müsse von Gott herabgefleht werden. Das Gebet bewirke, dass die Seele aufrechterhalten bleibe, während die Buße  zur Selbstbeherrschung führe. Es sind diese Tugenden, die unzertrennlich zusammenhängen würden, sie unterstützten sich wechselseitig und strebten nach einem Ziel, nämlich der Erhebung zu Gott.

## Quelle
- Sämtliche Rundschreiben, erlassen von Unserem Heiligsten Vater Leo XIII., durch göttliche Vorsehung Papst. Vierte Sammlung (1881–1885), Herder’sche Verlagsbuchhandlung, Freiburg im Breisgau 1904, 7–35.